# To.Two
《To,Two》，為韓國於2021年12月17日透過TVING播出的校園愛情犯罪網絡劇。由李素熙與車有鎮主演。故事描繪在蓮華高校學生間使用語音聊天應用程式“To,two”的故事。“To,two”只允許受邀用戶才能使用該應用程式。為避免被淘汰，成員之間開始進行的鬥爭。

## 劇情
徐寶麟（李素熙飾演）是一個安靜的學生，不與同學互動，但通過在父母的建議下學習的編碼，他開發了語音聊天應用程式“To,Two”並引起了不小的轟動。

## 演員
| 演員   | 角色   | 介紹 |
| 李素熙 | 徐寶麟 | “To,Two”的運營者、班上的邊緣人 朴智民的同班同學兼鄰居、爲了認識朴智旻而設計出“To,Two”應用程式。                 |
| 車有鎮 | 朴智旻 | 學校與“To,Two”上的風雲人物 徐寶麟的同班同學兼鄰居、發現徐寶麟的運營者身份之後，並要求她增加用戶以收集他人情報。 |
| 趙承熙 | 梁海琳 | 學校的風雲人物 表面是富有的學生，事實是僞裝富有的貧窮學生                                                       |
| 孫政勳 | 金芫宇 | 徐寶麟的同班同學兼班長                                                                                          |

## 各集標題
| 集數 | 標題     | 上線日期       |
| ---- | -------- | -------------- |
| 1    | 煽動者   | 2021年12月17日 |
| 2    | 經營商   | 2021年12月17日 |
| 3    | 合作夥伴 | 2021年12月17日 |
| 4    | 不請自來 | 2021年12月17日 |
| 5    | 受害者   | 2021年12月17日 |
| 6    | 罪犯     | 2021年12月17日 |
| 7    | 旁觀者   | 2021年12月17日 |
| 8    | 極化     | 2021年12月17日 |

## 外部連結
- 《To,Two》 （页面存档备份，存于） TVING